# Strengbrücke
Die Strengbrücke ist eine Brücke, über welche die Bundesstraße 1 bei Werder an der Havel über den Strenggraben, einen Durchstich von der Havel zum Glindow-See, führt.

## Geschichte
Der preußische König Friedrich I. ließ (Zitat) einen Canal anfertigen welcher die Havel mit dem Glindower See einiget und eine Laufbrücke darüber legen. Es soll 1701 geschehen seyn. Die Brücke über einen kanalartigen Graben war aber schon in Karten von 1680 eingezeichnet. Der Grund für den Durchstich zwischen Havel und Glindow-See lag wohl in der Tatsache, die Ziegel der Glindower Ziegeleien schneller und billiger in die Potsdamer Residenz bringen zu können. 1773 wurde die hölzerne Brücke erneuert. Der Verkehr auf der damaligen Reichsstraße 1 nahm beachtlich zu und so musste die Brücke immer wieder erweitert und erneuert werden, so auch 1867. Im Jahre 1935 wurde die Strengbrücke massiv gebaut. Am Kriegsende 1945 wurde die Brücke gesprengt. 1950 entstand eine Plattenbalken-Stahlbetonbrücke. Sie war hoch genug für die Passage von Sportbooten und Fahrgastschiffen.
Anfang April 2007 wurde mit Vorbereitungen für einen weiteren Brückenneubau begonnen. Nach Errichtung einer Behelfsbrücke mit Fahrbahn sowie zwei kombinierten Fuß-/Radwegen wurde die Betonbrücke von 1950 abgerissen. Für die Gründung der zukünftigen Widerlager wurden im Juli 2007 auf beiden Uferseiten jeweils 14 ca. zehn Meter tiefe Betonbohrpfähle mit Stahlarmierung gesetzt, auf die sich die etwa einen Meter dicke Bodenplatte abstützt. Beim Ausschachten der Bohrlöcher wurden Holzreste früherer Pfahlgründungen zu Tage gefördert. Die neue Strengbrücke wurde am 30. November 2007 dem Verkehr übergeben.
Die Strengbücke von 1867 hatte eine Mastklappe in Brückenmitte damit die Ziegelkähne mit Segeleinrichtung ohne Mastlegen nach Berlin segeln konnten. Zur Erinnerung an diese Technik sind im Brückengeländer der 2007 in Betrieb genommenen Brücke stilisierte Mastklappen angebracht worden. Das Eingangsbild zeigt diese Elemente.
Als Streng werden besonders im Havelgebiet schmale, manchmal künstlich angelegte bzw. durch Erweiterung und Ausbau schiffbar gemachte kleinere Wasserstraßen zwischen natürlichen Seen bezeichnet.
Durchstich wird in der Binnenschifffahrt eine kurze künstliche Wasserstraße zwischen natürlichen oder künstlich angelegten Gewässern genannt.

## Fotos der neuen Brücke

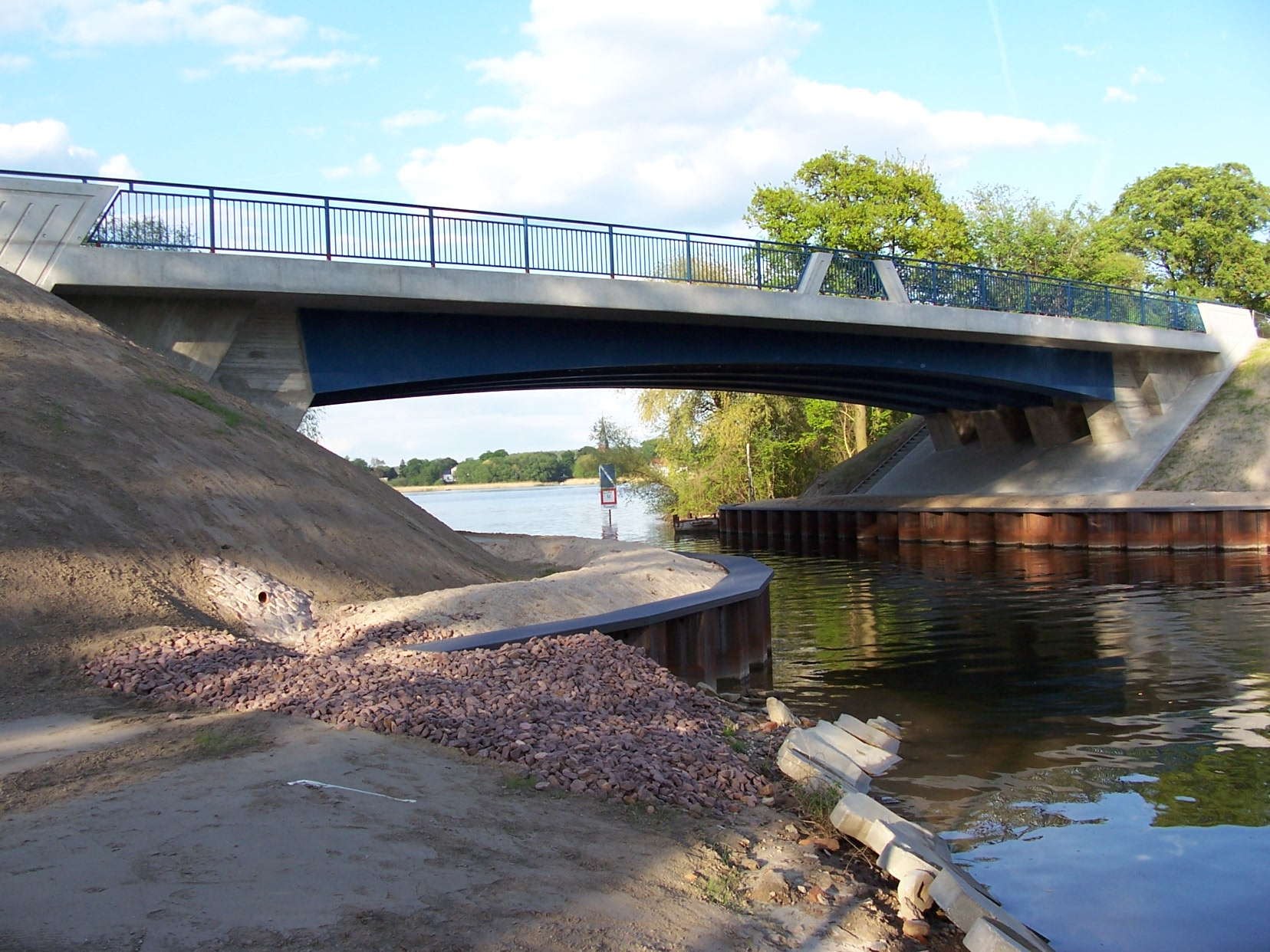
Ansicht am 6. Mai 2008 vom nordwestlichen Ufer aus
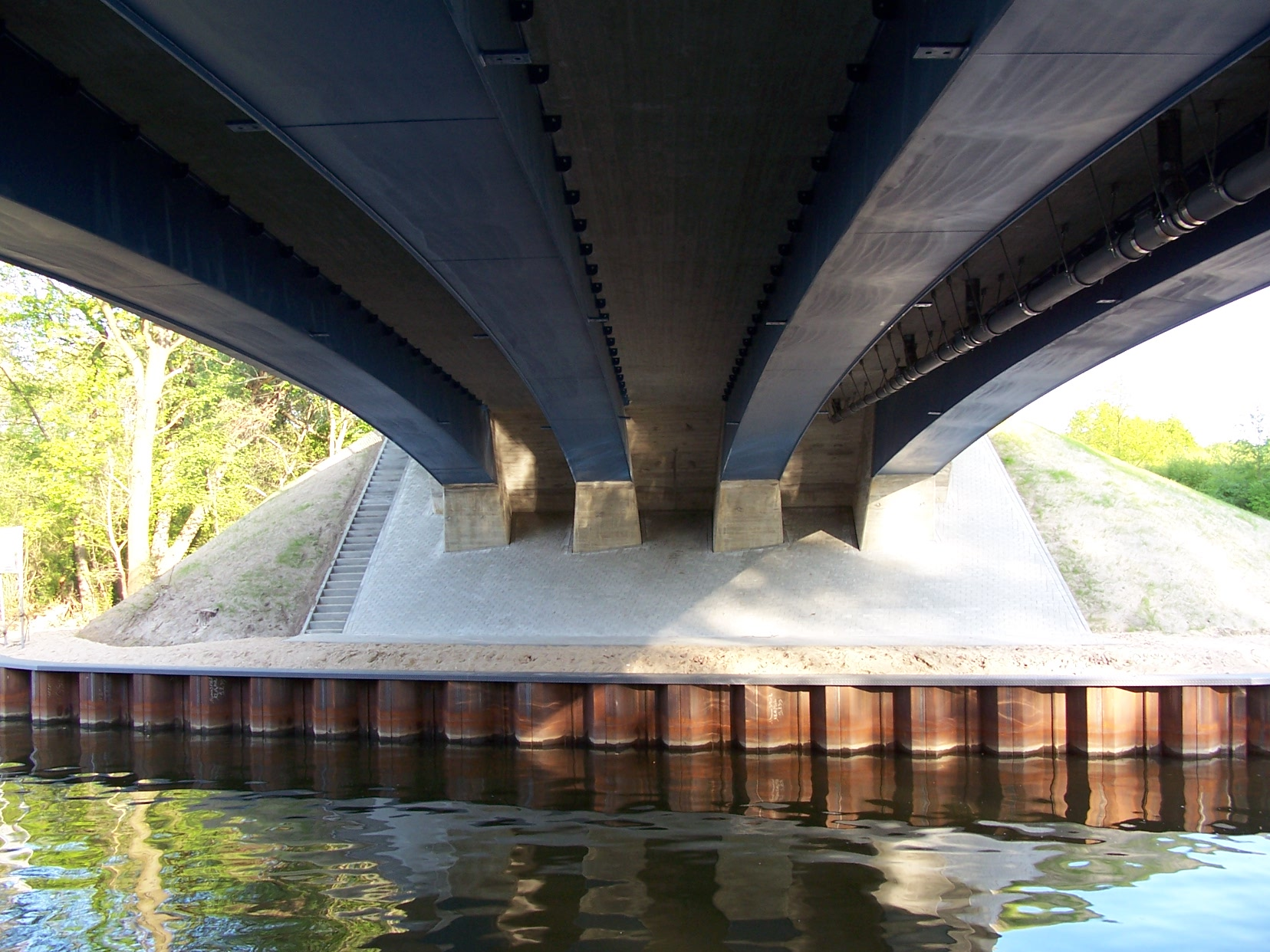
Ansicht am 6. Mai 2008 vom nordwestlichen Ufer aus
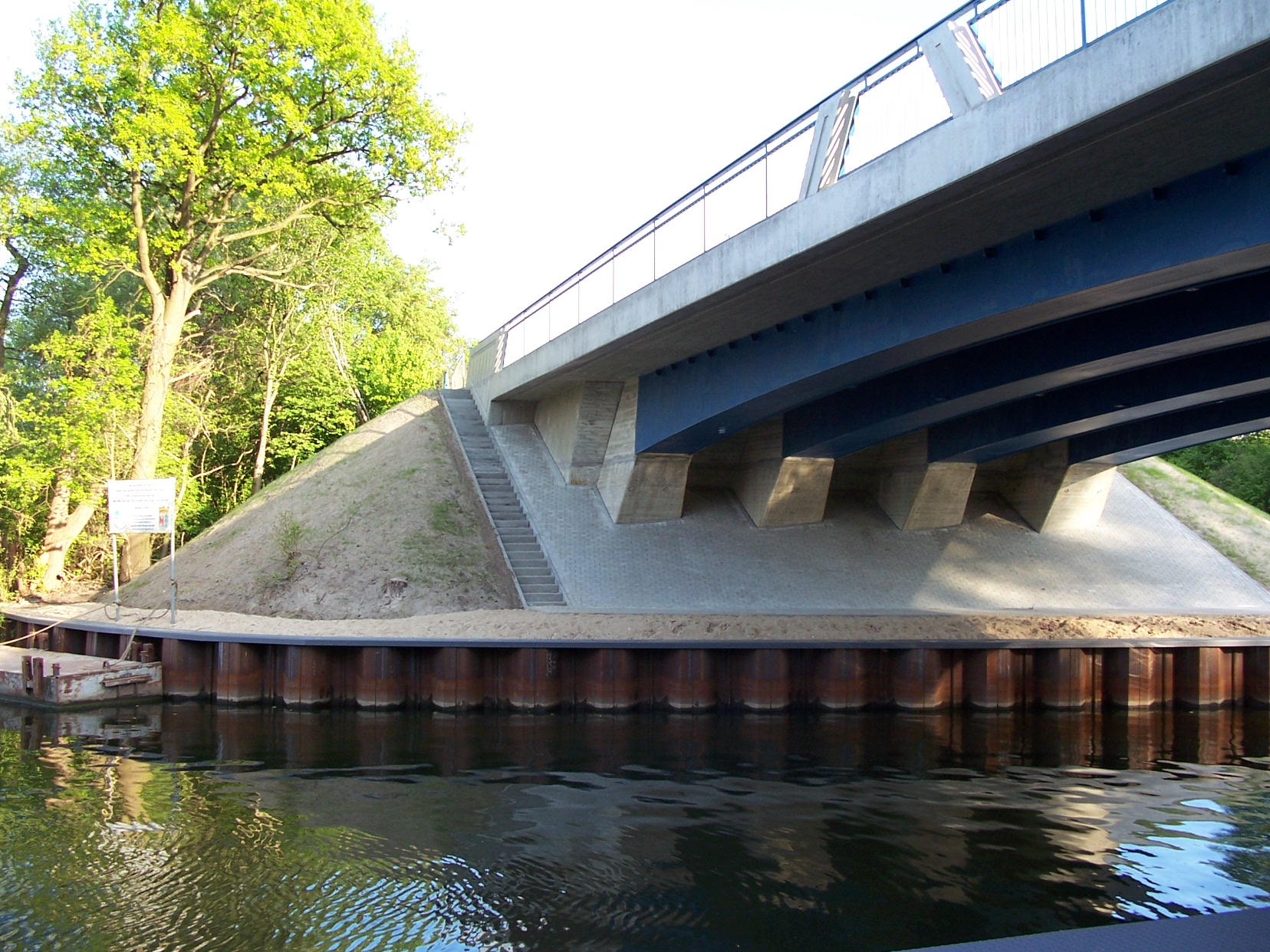
Ansicht am 6. Mai 2008 vom nordwestlichen Ufer aus
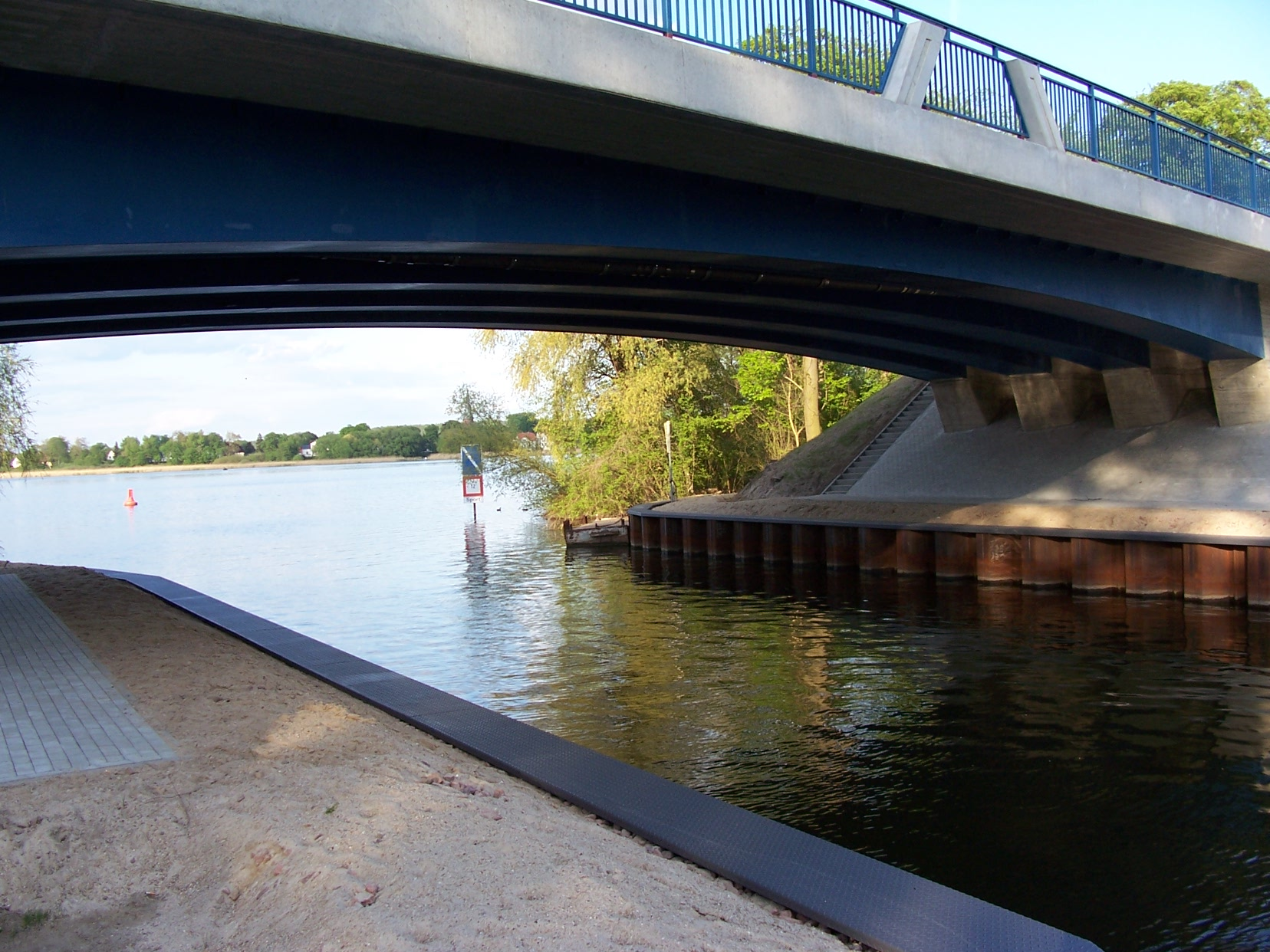
Ansicht am 6. Mai 2008 vom nordwestlichen Ufer aus

## Karten
- Folke Stender: Redaktion Sportschifffahrtskarten Binnen 1 Nautische Veröffentlichung Verlagsgesellschaft, ISBN 3-926376-10-4.
- Autorenkollektiv: W. Ciesla, H. Czesienski, W. Schlomm, K. Senzel, D. Weidner, Schiffahrtskarten der Binnenwasserstraßen der Deutschen Demokratischen Republik 1:10.000, Band 3 Hrsg.: Wasserstraßenaufsichtsamt der DDR, Berlin 1988 OCLC 830889996